# Wa-won-dee-a-megw
Dans la mythologie abénaquise, Wa-won-dee-a-megw est un esprit ayant la forme d'un escargot. Il peut vivre dans les arbres, sur terre et dans l'eau. Il peut changer de taille et d'apparence afin de ressembler à un alligator, à un énorme serpent ou à un homme à la peau d'écailles. Ses cornes peuvent être broyées afin de fabriquer une poudre magique.